# Саффолк (округ, Нью-Йорк)
Шаблон:StateAbbr_ 40°56′ пн. ш. 72°41′ зх. д. / 40.94° пн. ш. 72.68° зх. д.
Округ Саффолк (англ. Suffolk County) — округ (графство) у штаті Нью-Йорк, США. Ідентифікатор округу 36103.

## Історія
Округ утворений 1683 року.

## Демографія
За даними перепису 
2000 року 
загальне населення округу становило 1419369 осіб, зокрема міського населення було 1376543, а сільського — 42826.
Серед мешканців округу чоловіків було 695010, а жінок — 724359. В окрузі було 469299 домогосподарств, 360422 родин, які мешкали в 522323 будинках.
Середній розмір родини становив 3,36.
Віковий розподіл населення поданий у таблиці:
| Стать    | До 15 років | 15-21 | 22-29 | 30-39  | 40-49  | 50-65  | 65-85 | Понад 85 |
| -------- | ----------- | ----- | ----- | ------ | ------ | ------ | ----- | -------- |
| Чоловіки | 161062      | 61989 | 64562 | 117924 | 110997 | 109048 | 64156 | 5272     |
| Жінки    | 152862      | 57450 | 63382 | 120475 | 112834 | 119226 | 83400 | 14730    |

## Суміжні округи
- Нью-Гейвен, Коннектикут — північ
- Міддлсекс, Коннектикут — північ
- Нью-Лондон, Коннектикут — північ
- Вашингтон, Род-Айленд — північний схід
- Нассау — захід
- Ферфілд, Коннектикут — північний захід

## Виноски
1. ↑  U.S. Decennial Census. United States Census Bureau. Процитовано 7 січня 2015.
2. ↑  Historical Census Browser. University of Virginia Library. Архів оригіналу за 11 серпня 2012. Процитовано 7 січня 2015.
3. ↑  Population of Counties by Decennial Census: 1900 to 1990. United States Census Bureau. Процитовано 7 січня 2015.
4. ↑  Census 2000 PHC-T-4. Ranking Tables for Counties: 1990 and 2000 (PDF). United States Census Bureau. Процитовано 7 січня 2015.
5. ↑  State & County QuickFacts - Suffolk County, New York. United States Census Bureau. Процитовано 30 березня 2018.(англ.) Наведено за англійською вікіпедією.
6. ↑  American FactFinder. Бюро перепису населення США. Архів оригіналу за 26 лютого 2012. Процитовано 31 січня 2008. [Архівовано 2008-05-21 у Wayback Machine.]

| США | Це незавершена стаття з географії США. Ви можете допомогти проєкту, виправивши або дописавши її. |